# Microregione di Cotinguiba
Cotinguiba è una microregione dello Stato del Sergipe in Brasile appartenente alla mesoregione del Leste Sergipano.

## Comuni
Comprende 4 comuni:
- Capela
- Divina Pastora
- Santa Rosa de Lima
- Siriri